# Jewgienij Urbanski
Jewgienij Jakowlewicz Urbanski (ros. Евгений Яковлевич Урбанский; ur. 1932, zm. 1965) – radziecki aktor filmowy. Zasłużony Artysta RFSRR. 
Pochowany na Cmentarzu Nowodziewiczym w Moskwie.

## Wybrana filmografia
- 1957: Niezłomny[2]
- 1959: Ballada o żołnierzu[3]
- 1959: Niewysłany list jako Siergiej
- 1961: Czyste niebo[4]
- 1964: Ambicja[5]